# 单核胞藻属
单核胞藻属（学名：Pyrenomonas）是单核胞藻科下的一个属。

## 下属物种
本属包括以下物种：
- 黑尔戈兰岛单核胞藻 Pyrenomonas helgolandii
- 盐滩单核胞藻 Pyrenomonas salina